# ديفيد بريتون (كرة سلة)
ديفيد بريتون (بالإنجليزية: David Britton)‏ مواليد 29 أغسطس 1958 في ذا برونكس، نيويورك، هو لاعب كرة سلة أمريكي. بدأ مسيرته الاحترافية في سنة 1980. تم اختياره من قبل فريق دالاس مافيريكس خلال الدرافت. يحمل الرقم 33. يبلغ طوله 6 قدم 4 بوصة (1.9 م). اعتزل اللعب في 1981.

## روابط خارجية
- ديفيد بريتون على موقع إن بي أي (الإنجليزية)
- ديفيد بريتون على موقع سبورتس رفرنس (الإنجليزية)
- ديفيد بريتون على موقع كلية كرة السلة في سبورتس رفرنس.كوم (الإنجليزية)
- ديفيد بريتون على موقع ريلجم (الإنجليزية)
- ديفيد بريتون على موقع بروبوليرز (الإنجليزية)